# Amina Luqman-Dawson
Amina Luqman-Dawson (ur. w Nowym Jorku) – amerykańska pisarka. Absolwentka Vassar College i Uniwersytetu Kalifornijskiego w Berkeley. W 2023 r. otrzymała Medal Johna Newbery’ego i Coretta Scott King Book Award za powieść dla dzieci pod tytułem Freewater.  Opublikowała również ilustrowaną książkę Images of America: African Americans of Petersburg. Publikowała artykuły w „The Washington Post” i „San Francisco Chronicle”.